# پومارولو
پومارولو (به ایتالیایی: Pomarolo) یک منطقهٔ مسکونی در ایتالیا است که در ترنتینو واقع شده‌است.

## خصوصیات
پومارولو ۹٫۳ کیلومترمربع مساحت و ۲٬۲۶۴ نفر جمعیت دارد.